# Ubisoft São Paulo
Ubisoft São Paulo — компания, которая специализируется на разработке компьютерных игр; дочернее общество французского издателя и разработчика Ubisoft. Размещается в городе Сан-Паулу, Бразилия.

## История компании
Компания была открыта в 2008 году. Открытие нового подразделения основной компании Ubisoft в Бразилии являлось частью глобальной стратегии расширения, направленной на поиск молодых перспективных сотрудников из Бразилии и других стран Латинской Америки. Первоначально штат компании составлял 20 сотрудников, с планами пополнения до двух сотен в течение четырех лет. На данный момент в Ubisoft São Paulo работает 50 специалистов. Планы компании включают в себя и открытие новых офисов в Рио-де-Жанейро и Флорианополисе.
Подразделение возглавляет Бертран Шевро (англ. Bertrand Chaverot), занимавшийся дистрибуцией игр других подразделений Ubisoft в Бразилии с 1999 по 2003 год.
Основное направление — разработка казуальных игр для игровых приставок Nintendo DS и Wii.
В январе 2009 года состоялось поглощение компанией Ubisoft студии Southlogic, которая размещается в бразильском городе Порту-Алегри и известна играми серии «Deer Hunter». Студия стала частью Ubisoft São Paulo, сохранив производственный офис в Порто-Алегре. 

## Разработанные игры
- 2008 — Imagine: Wedding Designer (Nintendo DS)
- 2009 — Imagine: Detective (Nintendo DS)
- 2009 — Imagine: Party Planner (Nintendo DS)
- 2009 — Petz: Hamsterz Superstarz (Nintendo DS)
- В разработке — неназванная игра для Wii